# Кочерга Анатолій Іванович
Кочерга́ Анато́лій Іва́нович (нар. 9 липня 1949) — український оперний співак, бас. Депутат Верховної Ради СРСР 11-го скликання.

## Біографічні відомості
Народився 9 липня 1947 (за даними ЕСУ — 1949) року в селі Самгородок Козятинського району Вінницької області. У 1965—1966 роках — машиніст котла електростанції у Вінницькій області.
У 1973 році закінчив Київську державну консерваторію. Учень оперної співачки Римми Разумової та піаністки Зої Ліхтман.
З 1973 року — соліст опери Державного академічного театру опери і балету Української РСР імені Тараса Григоровича Шевченка у місті Києві. Член КПРС з 1977 року.
З 1979 року — народний артист УРСР, з 1983 року — народний артист СРСР.
Лауреат Шевченківської премії 1989 року — «за створення партій в операх „Борис Годунов“ М.Мусоргського, „Дон Карлос“ Дж. Верді, «Милана» Георгія Майбороди у Державному академічному театрі опери та балету УРСР імені Т.Шевченка».
В 2000-х роках Анатолій Кочерга разом із дружиною Ліною мешкають переважно у передмісті Відня. Також вони мають помешкання у Києві. А. Кочерга не змінював громадянства і залишається громадянином України. За словами самого співака «Я тільки працюю за кордоном. Хоча мені постійно пропонують залишатися за кордоном. А я не хочу. Я їзджу на роботу… На всіх афішах, практично всіма мовами світу написано, що я — з України. І я пишаюся цим»
З 2018 - радник ректора НМАУ з творчих питань.

## Творчість
Розпочав кар'єру в Київському театрі опери та балету, солістом якого був з 1972 року. У 1975—1976 роках стажувався у «Ла Скала». У 1989 році отримав Державну премію УРСР за виконання партій у оперних виставах «Борис Годунов» Модеста Мусоргського, «Дон Карлос» Джузеппе Верді та «Мілана» Георгія Майбороди.
Поет Євген Євтушенко так написав про співака:
«У Кочерги, у Анатолия,
особенная анатомия:
он глоткой только ест и пьёт,
а сердцем дышит и поёт»
У 1982 році зіграв роль Мефістофеля у фільмі-опері «Фауст», знятому режисером Б.Небієрідзе на Укртелефільмі.
У 1989 році співав в опері «Хованщина» Модеста Мусоргського у Віденській державній опері, після чого почалась його тісна співпраця з диригентом Клаудіо Аббадо та іншими визначними діячами оперного мистецтва. А. Кочерга також співав у Зальцбурзькому фестивалі, Зальцбурзькому Великодньому фестивалі, Віденській державній опері, а також у турне Віденської опери по Японії. У 2011—2012 роках А. Кочерга брав участь у постановках опер «Дон Карлос» у Мюнхені, «Леді Макбет Мценського повіту» у Мадриді, «Хованщині» у «Метрополітен опера» (Нью-Йорк). Співак також співпрацював із М. Ростроповичем, Ґ. Кремером, О. Сейдзі, В. Ашкеназі та іншими.

## Цікаві факти
- В 1980-х роках Герберт фон Караян надіслав Анатолію Кочерзі пропозицію співпраці, але не отримав на неї відповіді. Це його не зупинило і він далі продовжував надсилати Кочерзі запити, не отримуючи на жоден відгуку. Анатолій Кочерга про ці спроби маестро познайомитися з ним дізнався вже перебуваючи за кордоном, коли вони особисто зустрілися і Караян дорікнув Кочерзі його нечемністю. Виявилося, що ці запрошення Анатолію Кочерзі в театрі просто не передавали. Однак попрацювати разом Караян та Кочерга, на жаль, уже не встигли. На час знайомства Караян був хворий і помер у 1989 році.[5]
- У 1998 році в Мехіко на Кочергу вчинив напад грабіжник, простреливши співаку ногу. Втім уже за тиждень Кочерга виступав у Мексиканській опері в інвалідному візку.
- Гонорар за участь Анатолія Кочерги в одній виставі «Метрополітен опера» сягає 10 тисяч доларів.
- У 1987 І. Кочерга став упорядником збірки "Арии, романсы и песни из репертуара Анатолия Кочерги", в якому арії композиторів Західної Європи представлені в російських перекладах[6][7]
- У 2003 році європейська жовта преса жваво обговорювала роман доньки Анатолія Кочерги Юлії, яка живе у Франкфурті-на-Майні, із зіркою німецького футболу Лотаром Маттеусом

## Аудіоальбоми
- 1989 — «Леді Макбет Мценського повіту» Дмитра Шостаковича, диригент Степан Турчак — Старий каторжник
- 1989 — «Хованщина» Модеста Мусоргського, диригент Клаудіо Аббадо — боярин Шакловитий
- 1992 — «Леді Макбет Мценського повіту» Дмитра Шостаковича, диригент Мун-Вун Чунг — Поліцмейстер
- 1993 — «Мазепа» Петра Чайковського — Кочубей
- 1993 — «Борис Годунов» Модеста Мусоргського, диригент Клаудіо Аббадо — Борис Годунов
- 1996 — «Скупий лицар» Сергія Рахманінова, диригент Нееме Ярві — Слуга
- 1997 — «Алеко» Сергія Рахманінова, диригент Нееме Ярві — Старий циган
- 1998 — «Дон Жуан» Моцарта, диригент Ален Ломбар — Командор
- 2000 — «Війна і мир» Сергія Прокоф'єва, диригент Gary Bertini — Кутузов
- 2001 — «Фальстаф» Джузеппе Верді, диригент Клаудіо Аббадо — Пістоль
- 2002 — «Дон Жуан» Моцарта, диригент Bertrand de Billy — Командор
- 2002 — «Леді Макбет Мценського повіту» Дмитра Шостаковича, диригент Олександр Анісімов — Борис Тимофійович
- 2004 — «Борис Годунов» Модеста Мусоргського, диригент Себастьян Вайгле — Варлаам

## Нагороди і звання
- Лауреат 5-го Всесоюзного конкурсу вокалістів імені М. І. Глінки (тепер це Міжнародний конкурс вокалістів імені М.І. Глінки) (1-а премія) (Вільнюс, 1971)
- Лауреат конкурсу вокалістів 10-го Всесвітнього фестивалю молоді і студентів в Берліні (1973)
- Лауреат Міжнародного конкурсу ім. П. І. Чайковського (5-а премія) (Москва, 1974)
- Заслужений артист Української РСР (1975)[8][9]
- Народний артист Української РСР (1979)
- Народний артист СРСР (1983)
- Державна премія Української РСР ім. Т. Шевченка (1989) — за виконання партій в оперних спектаклях «Борис Годунов» М. П. Мусоргського, «Дон Карлос» Дж. Верді, «Милана» Г. Майбороди
- Почесний академік Національної академії мистецтв України (2018)
- Премія Ленінського комсомолу України імені Н. А. Островського (1980)